# 開駅

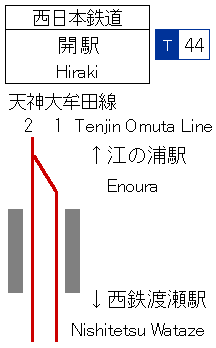
配線図

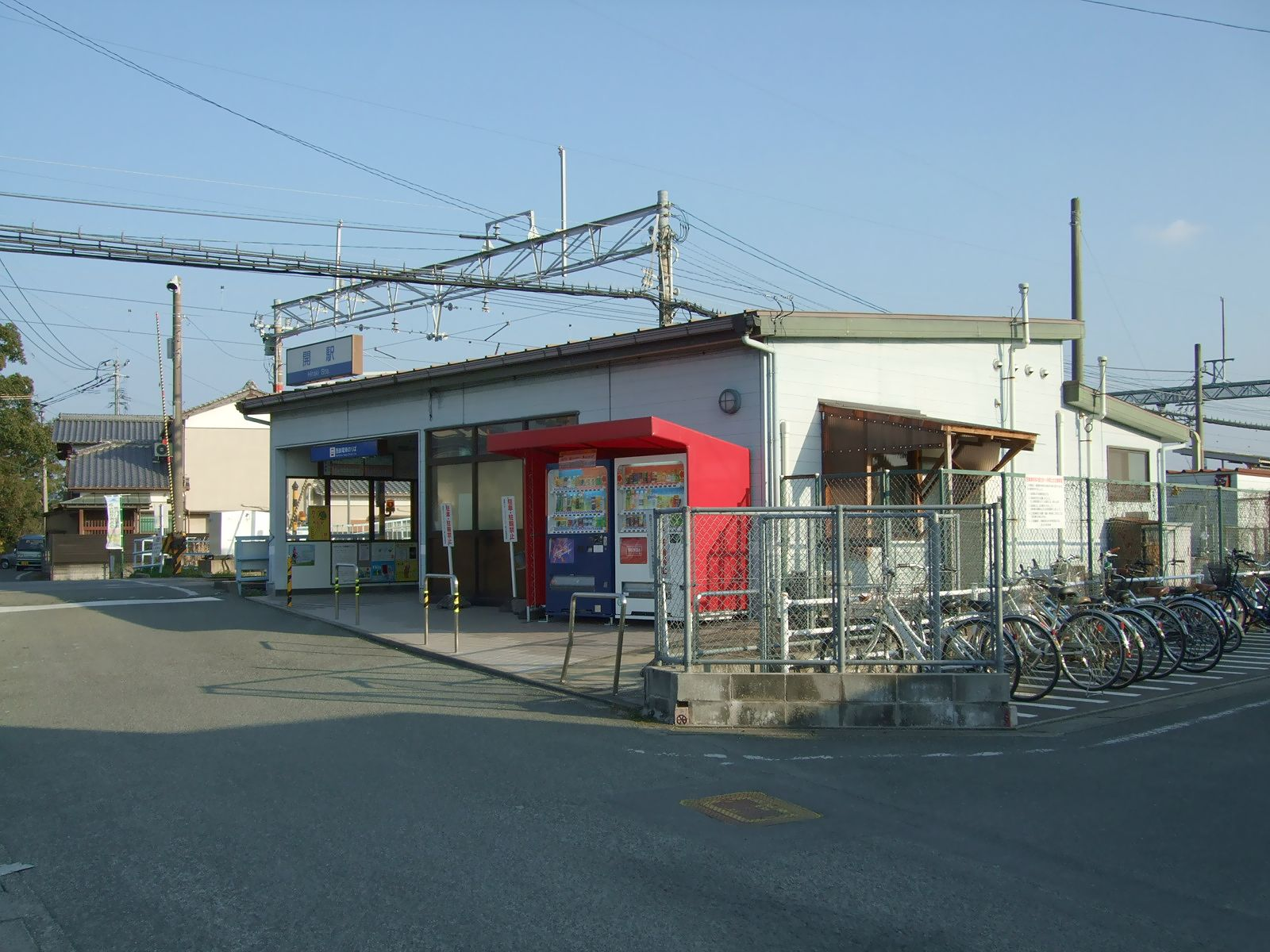
リニューアル前の駅舎

開駅（ひらきえき）は、福岡県みやま市高田町北新開にある西日本鉄道（西鉄）天神大牟田線の駅である。駅番号はT44。

## 歴史
- 1938年（昭和13年）10月1日：開業。
- 1965年（昭和40年）9月：駅舎改築工事竣工。
- 1993年（平成5年）4月3日：駅舎改築工事竣工。現駅舎となる。
- 2008年（平成20年）5月18日：ICカードnimoca供用開始。
- 2014年（平成26年）3月22日：駅窓口営業時間を変更（それまでは初電から終電まで駅員が常駐していた）。
- 2017年（平成29年）2月1日：駅ナンバリングを導入[1]。
- 2018年（平成30年）3月：ホーム改修工事竣工。
- 2021年（令和3年）4月1日：駅集中管理システムの導入に伴い、終日無人化[2][3]。

## 駅構造
相対式ホーム2面2線を有する。なお、蒲池駅から当駅までは単線、当駅から終点大牟田駅までは複線である。ホーム有効長は6両分ある。
| 乗り場 | 路線          | 方向 | 行先                           |
| ------ | ------------- | ---- | ------------------------------ |
| 1      | ●天神大牟田線 | 下り | 大牟田方面                     |
| 2      | ●天神大牟田線 | 上り | 久留米・福岡（天神）・甘木方面 |

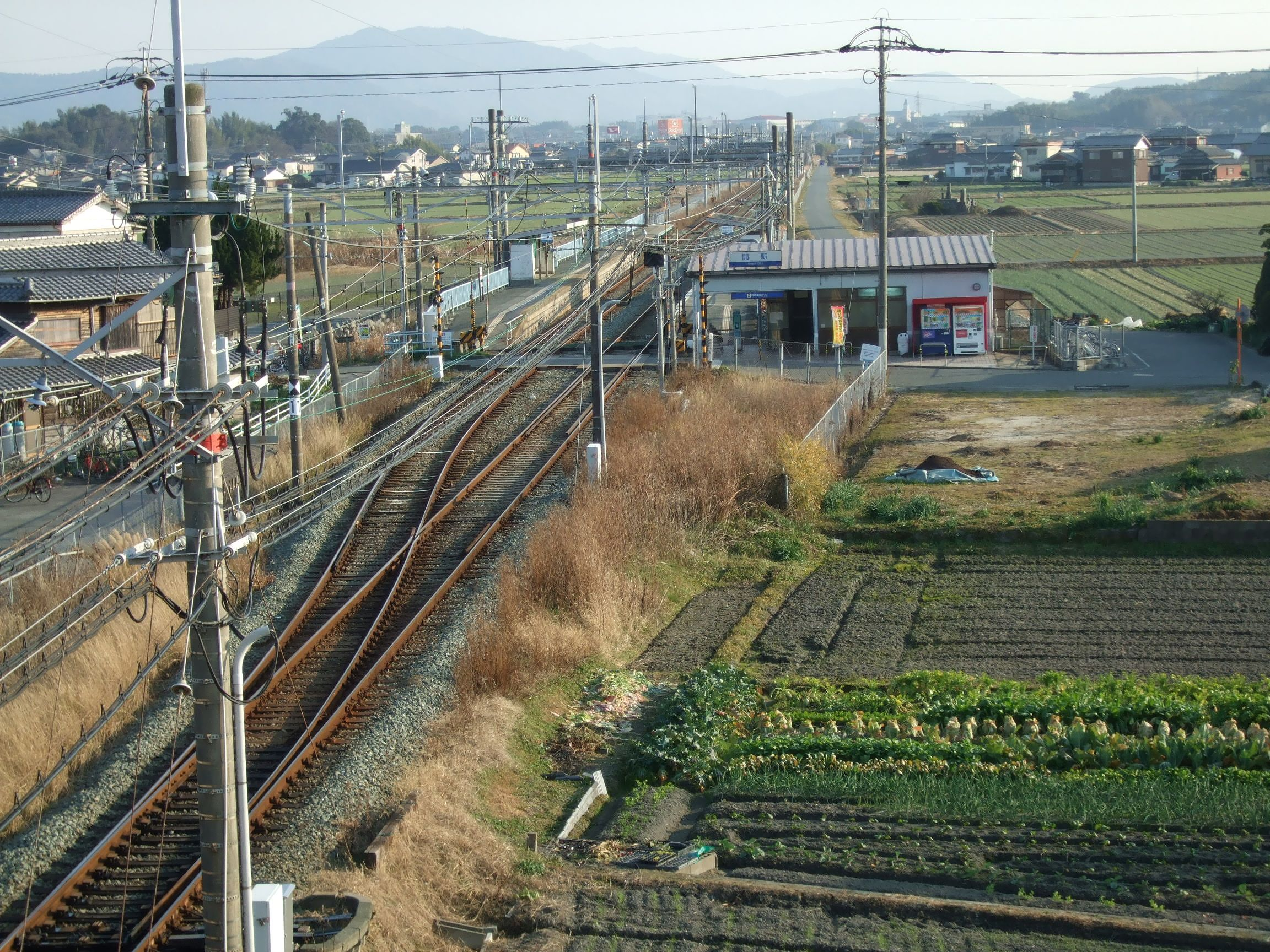
構内全景。手前が福岡（天神）方面、奥が大牟田方面。
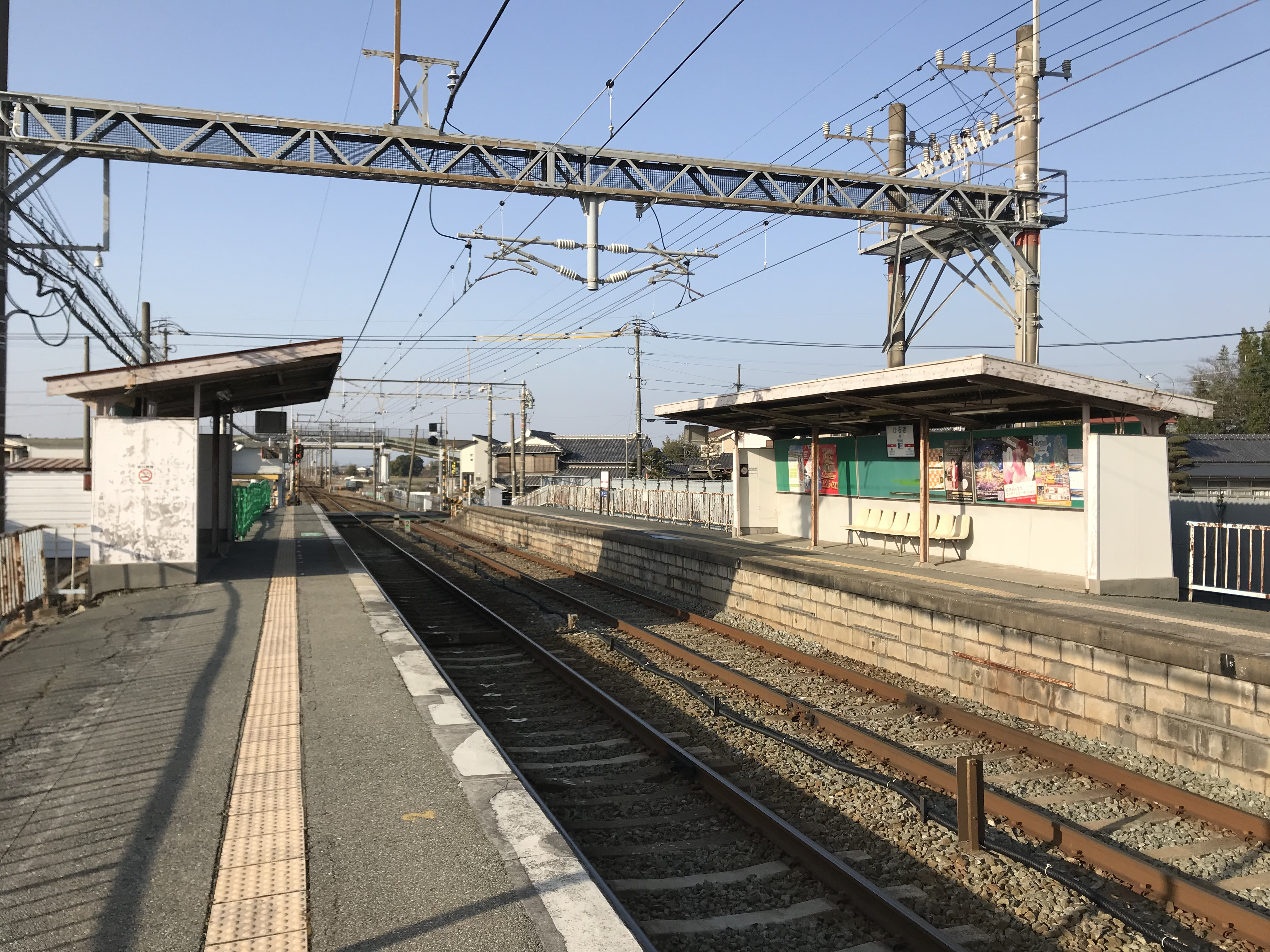
ホーム（2018年1月、奥が江の浦方面）

## 利用状況
2024年度の1日平均乗降人員は637人である。
| 年度               | 1日平均 乗車人員 | 1日平均 乗降人員 |
| ------------------ | ---------------- | ---------------- |
| 2011年（平成23年） |                  | 609              |
| 2012年（平成24年） |                  | 622              |
| 2013年（平成25年） |                  | 639              |
| 2014年（平成26年） |                  | 606              |
| 2015年（平成27年） |                  | 685              |
| 2016年（平成28年） |                  | 678              |
| 2017年（平成29年） |                  | 678              |
| 2018年（平成30年） |                  | 653              |
| 2019年（令和元年） |                  | 658              |
| 2020年（令和02年） |                  | 432              |
| 2021年（令和03年） |                  | 478              |
| 2022年（令和04年） |                  | 562              |
| 2023年（令和05年） |                  | 611              |
| 2024年（令和06年） |                  | 637              |

## 駅周辺
みやま市高田町の中心部に位置している。当駅周辺では西鉄天神大牟田線と九州旅客鉄道（JR九州）鹿児島本線が楠田川を挟んで並行しており、当駅と鹿児島本線の渡瀬駅との距離は約600m程度で、両駅の間に市街地が広がっている。
- みやま市役所高田支所
- みやま市文化施設まいピア高田
- アスタラビスタ高田店
- ヨコクラ病院
- 渡瀬郵便局
- 福岡銀行渡瀬支店
- 積文館書店
- 国道208号
- 国道209号
- JR九州 渡瀬駅
- 高田濃施山公園

### バス路線
- みやま市コミュニティバス「西鉄開駅」
  - あたご苑・黒崎開北・西鉄江の浦駅・JR渡瀬駅 方面

## 隣の駅
西日本鉄道
■天神大牟田線
■特急・■急行
通過
■普通
江の浦駅（T43） - 開駅（T44） - 西鉄渡瀬駅（T45）